# Warner Bros. Records (casa discografica italiana)
La Warner Bros. Records è stata un'etichetta discografica italiana, attiva negli anni '70 e '80, emanazione dell'omologa casa discografica statunitense; con l'Elektra Records e l'Atlantic Records faceva parte del gruppo WEA (dalle iniziali delle tre etichette), ora Warner Music Group.

## Storia
A partire dal 1975 il gruppo WEA, che nella prima metà degli anni '70 si appoggiava per la distribuzione a Dischi Ricordi, aprì una propria sede a Milano dando vita alla WEA Italiana ed alla Warner Bros. Records, dedicandosi (oltre che alla stampa dei dischi del catalogo internazionale) anche al lancio di artisti italiani; tra i più noti vi furono i New Trolls, Mia Martini, Michele Pecora e Umberto Napolitano.
Proprio del gruppo genovese è il disco più venduto dall'etichetta, il 45 giri con  Quella carezza della sera/Aldebaran.
L'etichetta usata per i dischi aveva in alto al centro il tipico logo della Warner Bros., con le iniziali WB racchiuse in uno scudo.
La Warner Bros. diede anche vita ad una sottoetichetta, la Why Records, le cui emissioni seguirono la numerazione di catalogo della casa madre.
Alla fine degli anni '80 confluì, insieme alla WEA Italiana nella Warner Music Italia.

## Dischi
La datazione qui riportata si basa sull'etichetta del disco o sulla copertina; qualora nessuno di questi elementi abbia una datazione, è basata sulla numerazione del catalogo; talora è, infine, basata sul codice della matrice di stampa. Se esistenti, sono riportati, oltre all'anno, il mese e il giorno (quest'ultimo dato si trova, a volte, stampato sul vinile).
Sono riportati anche i dischi pubblicati dalla Why Records, in quanto seguivano la stessa numerazione di catalogo.

### 33 giri
| Numero di catalogo    | Anno | Interprete           | Titolo Album                         |
| --------------------- | ---- | -------------------- | ------------------------------------ |
| T 56187               | 1976 | Fred Bongusto        | Flash back                           |
| T 56262               | 1976 | Fred Bongusto        | La mia estate con te                 |
| T 56272               | 1976 | Giovanni Unterberger | Unterberger                          |
| T 56376               | 1977 | Umberto Napolitano   | Giro di do                           |
| T 56499               | 1978 | Vincenzo Spampinato  | Vincenzo Spampinato                  |
| T 56514               | 1978 | Fred Bongusto        | Professionista di notte              |
| T 56589               | 1978 | New Trolls           | Aldebaran                            |
| T 56610               | 1978 | Mia Martini          | Danza                                |
| T 56611 (Why Records) | 1978 | Umberto Napolitano   | Umberto Napolitano                   |
| T 56623               | 1979 | Fred Bongusto        | Lunedì                               |
| T 56761               | 1979 | New Trolls           | New Trolls                           |
| T 56763               | 1979 | Fred Bongusto        | Fred Brasil                          |
| T 56800               | 1980 | Vincenzo Spampinato  | Dolce e amaro                        |
| T 56822               | 1980 | Fred Bongusto        | La cicala - Colonna sonora originale |
| T 56835               | 1980 | Fred Bongusto        | Fred & Bongusto                      |
| T 56875               | 1980 | Michele Pecora       | Michele Pecora                       |

### 45 giri
I 45 giri di stampa italiana hanno il numero di catalogo preceduto dalle lettere WB, sostituite nel 1970 dalla lettera K e poi, a metà degli anni '70, dalla lettera T, mentre le stampe di dischi esteri hanno altre lettere come prefisso.
| Numero di catalogo    | Anno           | Interprete               | Titoli                                            |
| --------------------- | -------------- | ------------------------ | ------------------------------------------------- |
| WB 1025               | Settembre 1966 | Emilio Pericoli          | Castelli di sabbia/Stai qui con me                |
| K 16119               | 1972           | Luigi Vannucchi          | Mettiti uno specchio nell'anima/Desiderata        |
| T 16629               | 1975           | Umberto Napolitano       | Ora il disco va/Irlanda                           |
| T 16652               | 1975           | Fred Bongusto            | Come closer to me/Se cerchi un po'                |
| T 16734               | 1976           | Leila Selli              | Mille volte/Sorride e va                          |
| T 16747               | 1976           | Fred Bongusto            | La mia estate con te/Lui                          |
| T 16757               | 1976           | Josè Mascolo             | Manduria/Amstel                                   |
| T 16807               | 1976           | Giovanni Unterberger     | Michelle/Tuesday Morning                          |
| T 16809               | 1976           | Umberto Napolitano       | Oggi settembre 26/Il cuscino blu                  |
| T 16897               | 1977           | I Nuovi Angeli           | Piccoli amanti/Gira il luna park                  |
| T 16911               | 1977           | Umberto Napolitano       | Con te ci sto/Li guardi sempre prima tu           |
| T 16924               | 1977           | Fred Bongusto            | Pietra su pietra/Balliamo                         |
| T 17033               | 1977           | Umberto Napolitano       | Come ti chiami/Hey musino                         |
| T 17047               | 1978           | Donato Ciletti           | Anna Anna/Ancora                                  |
| W 17056               | 1978           | Randy Newman             | Short people/Little criminals                     |
| T 17073               | 1978           | Fred Bongusto            | La foto/Una rotonda sul mare                      |
| T 17084               | 1978           | Gatti di Vicolo Miracoli | Prova/Rocky Maiale                                |
| T 17088               | 1978           | Michele Pecora           | La mia casa/Dei vecchi parlano                    |
| T 17184 (Why Records) | 1978           | Umberto Napolitano       | Amiamoci/L'ultimo falò                            |
| T 17189               | 1978           | Vincenzo Spampinato      | E' sera/La mela                                   |
| T 17207               | 1978           | Mia Martini              | Vola/Dimmi                                        |
| T 17209               | 1978           | Beba                     | Diciott'anni a mani vuote/Non sarò la luna        |
| N 17277               | 1978           | Rod Stewart              | Da "ya" think I'm sexy?/Dirty weekend             |
| T 17282               | 1978           | New Trolls               | Quella carezza della sera/Aldebaran               |
| T 17301               | 1978           | Gatti di Vicolo Miracoli | Capitò?!/Capito?! (Versione orchestrale)          |
| T 17308 (Why Records) | 1979           | Umberto Napolitano       | Bimba mia/La pazzia                               |
| T 17325               | 1978           | Mia Martini              | Danza/Canto alla luna                             |
| T 17342               | 1979           | New Trolls               | Anche noi/Prima del concerto                      |
| T 17343               | 1979           | Fred Bongusto            | Lunedì/3 ore d'amore                              |
| T 17380               | 1979           | Michele Pecora           | Era lei/La fiera dei sogni                        |
| T 17401               | 1979           | Donatella Bianchi        | Mira mira l'olandesina/Io con te                  |
| T 17402               | 1979           | Vincenzo Spampinato      | L/Blu                                             |
| T 17403 (Why Records) | 1979           | Umberto Napolitano       | Pioggia/Senza discutere                           |
| T 17480               | 1979           | Vincenzo Spampinato      | Battiuncolpo, Maria/Danze stellari                |
| T 17498               | 1979           | Catherine Spaak          | Pasticcio/Canterai se canterò                     |
| T 17499               | 1979           | Fred Bongusto            | Se il mondo avesse qualcosa di te/Nao chores mais |
| T 17527               | 1979           | New Trolls               | Che idea/Accendi la tua luce                      |
| T 17553               | 1980           | Gatti di Vicolo Miracoli | Ciao Varieté/Ciao Varieté (strumentale)           |
| T 17588               | 1980           | Vincenzo Spampinato      | Camminare/D.J. (passami)                          |
| T 17607               | 1980           | Michele Pecora           | Te ne vai/Un giorno insieme                       |
| T 17625               | 1980           | Fred Bongusto            | Facciamo pace/La cicala                           |
| T 17654               | 1980           | New Trolls               | Musica/Poster                                     |
| T 17716               | 1981           | Michele Pecora           | Ritrovarti/Quello che non ho                      |
| T 17729               | 1981           | Gatti di Vicolo Miracoli | No-No-No-No-No/Verona Beat                        |
| T 17801               | 1981           | Vincenzo Spampinato      | Innamorati di me/Io e te                          |
| T 17808               | 1981           | Michele Pecora           | Vestita di bianco/Un pensiero                     |
| T 17873               | 1981           | Michele Pecora           | L'amore ha i pugni chiusi/Odore di notte          |